# Arie van Vliet
Arie Gerrit van Vliet (Woerden, 18 maart 1916 - aldaar, 9 juli 2001) was een Nederlands wielrenner. Hij was een baansprinter van wereldniveau.
Hij was een zoon van Gerrit van Vliet, die in 1906 Nederlands kampioen op de weg werd.
Van Vliet deed voor het eerst internationaal van zich spreken in 1934. Toen haalde hij als achttienjarige een zilveren medaille op de wereldkampioenschappen. Tijdens de Olympische Spelen van Berlijn won hij goud op het onderdeel 1 kilometer tijdrit. Daags daarvoor had hij op de sprint het zilver gehaald, maar dat was zeer omstreden. Tijdens de finale werd hij gehinderd door de Duitser Merkens. Deze werd echter niet gediskwalificeerd, maar kreeg een geldboete en werd tot winnaar van het goud uitgeroepen.
In 1938 won Arie van Vliet zijn eerste wereldtitel sprint. Hij versloeg in de finale de regerend wereldkampioen, de Belg Jef Scherens. Een jaar later kwalificeerden beiden zich weer voor de finale, die echter niet verreden werd vanwege het uitbreken van de Tweede Wereldoorlog.
Zoals de meeste van zijn collega's bleef Van Vliet tijdens de oorlog gewoon doorgaan met wedstrijdsport. In totaal werd hij veertien keer Nederlands kampioen. Vier keer reed hij een wereldrecord op de tijdrit. In 1948 werd hij opnieuw wereldkampioen, door de Fransman Louis Gerardin te verslaan. Ook in 1953 werd hij de beste van de wereld. In Zürich versloeg hij de Italiaan Enzo Sacchi. Dat jaar werd hij gekozen tot Sportman van het jaar.
Vier jaar later haalde Arie van Vliet, inmiddels 41 jaar, nog de finale van het WK, maar hij werd toen verslagen door zijn goede vriend Jan Derksen. Dat jaar beëindigde hij zijn carrière, die wel zeer lang geduurd had. Zijn eerste successen waren verslagen door Han Hollander, zijn laatste door Leo Pagano. Hij stond bekend als een groot tacticus en was brildragend. Die feiten leverden hem de bijnaam "le professeur du cyclisme" op. 

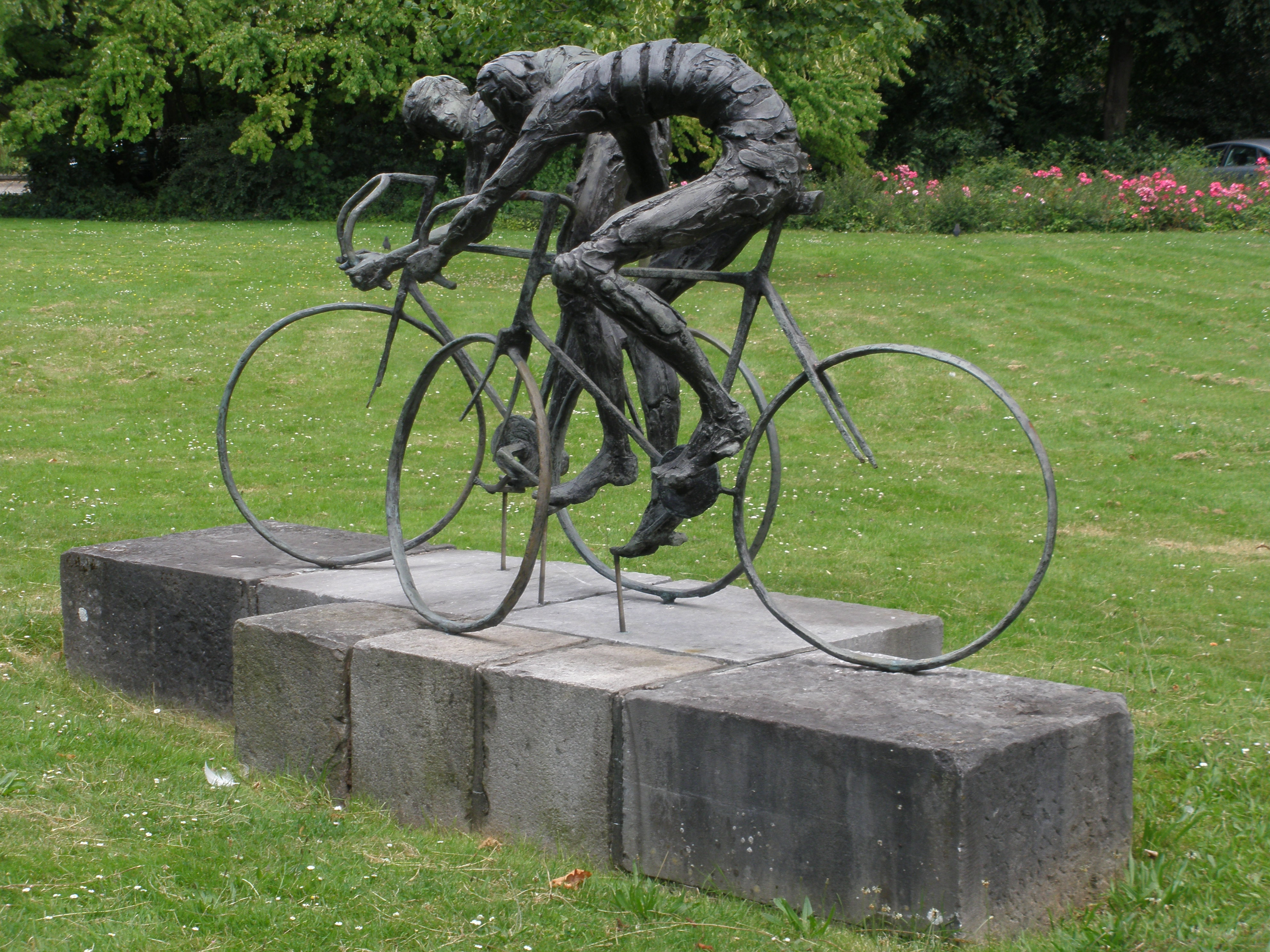
Beeld De wielrenners van Jos Pirkner in Woerden.

Rond 1970 werd in Woerden een standbeeld opgericht ter ere van Arie van Vliet, in de buurt van zijn huis, aan de Oostsingel 16. Het beeld werd gemaakt door Josef Pirkner.
Naast het wielrennen was Van Vliet eigenaar van een garagebedrijf in Woerden. In januari 2001 overleed zijn vrouw Miep. Een half jaar later overleed Arie van Vliet, 85 jaar oud.
Van Vliet zou 85 jaar lang de laatste Nederlandse man blijven die olympisch goud won bij het baanwielrennen, tot Harrie Lavreysen, Jeffrey Hoogland, Roy van den Berg en Matthijs Büchli op de Olympische Zomerspelen 2020 de teamsprint wonnen.
1896: Paul Masson ·
1928: Willy Falck Hansen ·
1932: Dunc Gray ·
1936: Arie van Vliet ·
1948: Jacques Dupont ·
1952: Russell Mockridge ·
1956: Leandro Faggin ·
1960: Sante Gaiardoni ·
1964: Patrick Sercu ·
1968: Pierre Trentin ·
1972: Niels Fredborg ·
1976: Klaus-Jürgen Grünke ·
1980: Lothar Thoms ·
1984: Fredy Schmidtke ·
1988: Aleksandr Kiritsjenko ·
1992: José Manuel Moreno Periñan ·
1996: Florian Rousseau ·
2000: Jason Queally ·
2004: Chris Hoy